# Lâu đài ở Tuczno

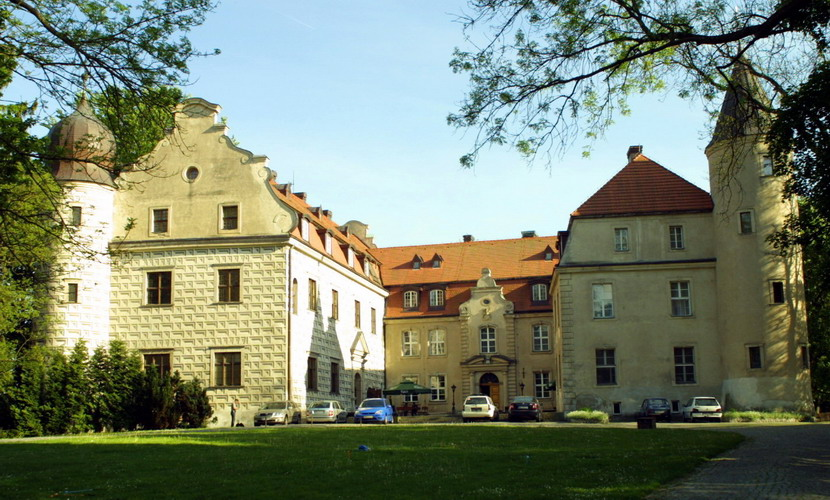
Lâu đài ở Tuczno (2005)

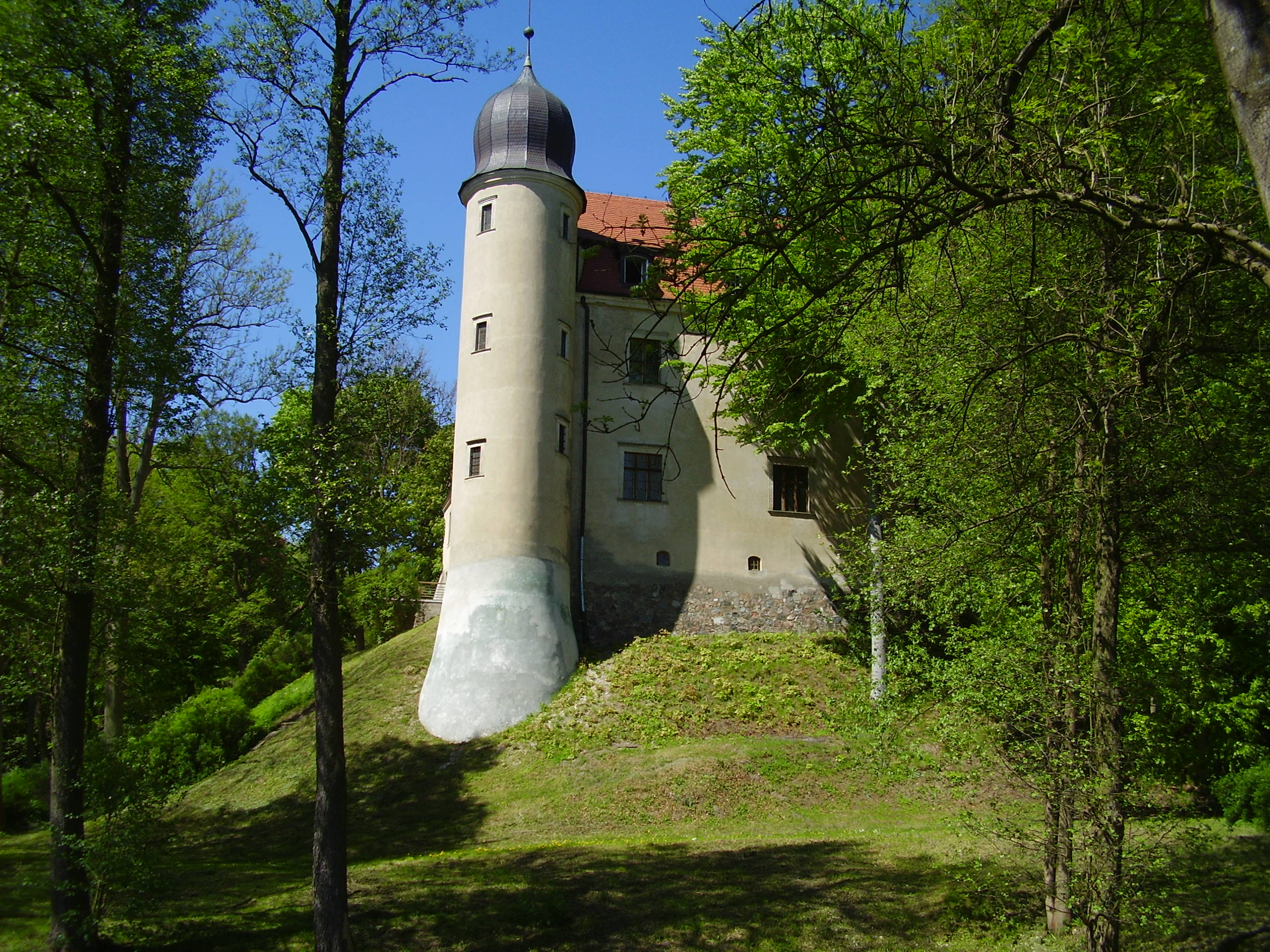

Lâu đài ở Tuczno (tiếng Ba Lan: Zamek w Tucznie) là một lâu đài lịch sử có từ thời Trung Cổ, tọa lạc ở số 1 Phố Zamkowa, thị trấn Tuczno,  huyện Wałecki, tỉnh Zachodniopomorskie, Ba Lan. Công trình kiến trúc này có tên trong danh sách di tích. Xung quanh lâu đài là một công viên cảnh quan đẹp như tranh vẽ với diện tích 4,5 ha (có từ thế kỷ 19).

## Lịch sử
| Mốc lịch sử      | Mô tả |
| ---------------- | --- |
| Năm 1338         | Một lâu đài bằng gạch được xây dựng theo phong cách kiến trúc Gothic. Phần sân được bao quanh bởi 3 bức tường bằng gạch dày, cao tới 7 m, và một khu dân cư ở phía Đông. |
| Năm 1436 và 1458 | Lâu đài bị thiêu rụi. |
| 1542–1581        | Ở phía đông, một tòa nhà mới mang phong cách thời Phục hưng và hai tòa tháp được xây dựng trên nền móng cũ của lâu đài.                                                  |
| 1608-1631        | Các công trình kiến trúc mới được xây thêm ở phía Nam và phía Tây. Kết quả, khu phức hợp lâu đài có cấu trúc phòng thủ giống với hình móng ngựa.                         |
| Thế kỷ 18        | Lâu đài rơi vào tình trạng xuống cấp đáng kể, và sau đó bị bỏ hoang. |
| Năm 1903         | Thị trưởng Tuczno và một kiến trúc sư đã biến nơi đây thành một bệnh viện của tổ chức từ thiện Caritas.                                                                  |
| 1934-1937        | Các công trình phía Nam được trùng tu bằng bê tông - cốt thép. |
| Năm 1945         | Một phần lâu đài và các hầm trú ẩn bị phá hủy trong chiến tranh. |
| 1966-1976        | Lâu đài được Ban bảo tồn Di tích Szczecin xây dựng lại theo phong cách Phục hưng - Baroque. Hầu hết nội thất đã thay đổi.                                                |
| Hiện nay         | Lâu đài là một trong những trung tâm hội nghị, khách sạn và nhà hàng nổi tiếng ở địa phương.                                                                             |